# أوموتولا جالاد إيكيندي
أوموتولا جالاد إيكيندي (بالإنجليزية: Omotola Jalade Ekeinde) (من مواليد 7 فبراير 1978)، هي مُمثلة نيجيرية.

## أعمالها
- 2003 : شقيقات الدم (فيلم)

## روابط خارجية
أوموتولا جالاد إيكيندي على موقع IMDb (الإنجليزية)
- أوموتولا جالاد إيكيندي على موقع روتن توميتوز (الإنجليزية)
- أوموتولا جالاد إيكيندي على موقع ألو سيني (الفرنسية)
- أوموتولا جالاد إيكيندي على موقع قاعدة بيانات الفيلم (الإنجليزية)